# Lista di fucili di precisione
La lista di fucili di precisione contiene le armi secondo costruttore e nazionalità.

## Azerbaigian
- İstiqlal

## Brasile
- IMBEL .308 AGLC

## Belgio
- FN FNAR
- FN Model 30-11
- FN Special Police

## Germania
- Blaser R 93 Tactical
- Blaser Tactical 2
- Blaser LRS 2
- DSR-Precision DSR-1
- ERMA SR100
- FORTMEIER Fortek  M2002
- G22 (Arctic warfare AWM-F, modifiziert)
- G24 (Arctic warfare AW50)[1]
- G29 (Haenel RS9)
- G82 (Barrett M82)
- Gewehr 43
- GOL-Sniper
- Haenel RS8
- HK G3SG1
- HK MSG90
- HK PSG1
- HKSL9SD
- Keppeler KS V
- Krico Sniper
- Mauser 66 SP
- Mauser 86 SR
- Mauser 98 Variante Scharfschützengewehr
- Mauser SR 93
- Mauser SR 94
- Mauser SR 97
- Oberland Arms OA-10 SASS
- Sauer 202 Target
- Saxonia Pöhlberg Sniper
- Saxonia SM 96
- Saxonia SM 99
- Scharfschützengewehr 82 (SSG 82)
- STL Tac
- SWS 2000
- Unique Alpine TPG-1
- Unique Alpine TPG-3 A4
- Walther JR Sniper
- Walther WA 2000
- Wieger PG-945
- Wieger STG-945

## Giappone
Howa M1500
Arisaka Type 97

## Finlandia
- 7.62 Tkiv 85
- Helenius RK-97
- Helenius RK-20
- Helenius RK-99
- Sako TRG
- Tikka T3

## Francia
- FR-F1
- FR-F2
- MAS 36
- PGM Précision 338
- PGM Hécate II

## Grecia
- EBO Kefefs

## Gran Bretagna
- Accuracy International AS50
- Arctic Warfare
- Armalon PR
- Lee-Enfield
- RPA Rangemaster
- No. 4 Mk. 1(T)
- Parker-Hale M-82
- Parker-Hale M-85

## India
- NTW 20

## Italia
- Beretta M501
- Beretta - Victrix Armaments (Serie Minerva)

## Israele
- IMI Galatz
- IMI SR-99
- TCI M89

## Canada
- Cadex Tremor
- Cadex Shadow
- Cadex Kraken

## Croazia
- RT-20

## Norvegia
- Kongsberg 393 Sniper
- Vapensmia NM149

## Austria
- Steyr Elite
- Steyr HS.50
- Steyr IWS 2000
- Steyr SSG 04
- Steyr SSG 08
- Steyr SSG 69
- Steyr HS.460
- Steyr Elite 08
- Steyr AUG A3 Sniper
- Ritter & Stark SX-1 MTR
- Ritter & Stark SLX

## Filippine
- MSSR (Marine Scout Sniper Rifle)

## Polonia
- Bor
- WKW Wilk

## Cina
- T93

## Romania
- Puşca Semiautomată cu Lunetă

## Russia
- SVD Dragunov
- Mosin-Nagant
- VSS Vintorez
- KSWK
- OSW-96
- SW-98
- SW-99
- SWDK
- SWN-98
- SWU
- WSK-94
- WSSK Wychlop

## Svizzera
- Brügger & Thomet APR
- B&T SPR300
- SAN 511
- SG 550-1 Sniper
- SIG SSG 2000
- SIG SSG 3000
- SG SAPR

## Serbia
- Zastava M76
- Zastava M91
- Zastava M93

## Unione sovietica
Vedi Russia

## Sudafrica
- NTW 20
- Truvelo SR

## Repubblica Ceca
- Scharfschützengewehr vz. 54
- CZ 700
- ZVI Falcon

## Turchia
- MKE JNG 90
- KNT-308

## Ungheria
- Gepard (fucile)

## USA
- Armalite AR-30
- Armalite AR-50
- AWC G2
- Barrett M82
- Barrett M95
- Barrett M98
- Barrett M99
- Barrett XM109
- Barrett XM500
- Big Boar Competition
- Bohica Arms FAR-50
- Bushmaster BA50
- CheyTac Intervention
- Cobb FA50
- Dakota Arms Longbow T-76
- Desert Tactical Arms Stealth Recon Scout
- Desert Tech Hard Target Interdiction (HTI)
- EDM Arms Windrunner
- Harris Gun Works M-86
- Harris Gun Works M-96
- KAC M110 SASS
- KAC SR-25
- M1 Garand
- M14
- M21
- M24
- M25
- M39 Enhanced Marksman Rifle
- M40
- Maadi-Griffin Model 89
- Maadi-Griffin Model 92
- McMillan M-92
- McMillan M-93
- McMillan Tac-50
- Remington 700
- Remington MSR
- Robar RC-50
- Ruger M77
- Savage 10FP
- Serbu BFG-50

## Repubblica Popolare Cinese
- AMR-2
- Norinco JS 7.62
- Norinco QBU-88
- M99